# Centropyge loricula
Espèce
Statut de conservation UICN

 LC  : Préoccupation mineure

## Description
Le poisson-ange nain flamme est un poisson de l’océan Pacifique. Il peut mesurer jusqu’à 15 cm. C'est l'un des plus beaux poissons-anges nains. Il se nourrit d'artémias et d'algues.

## Reproduction
Ces poissons sont des hermaphrodites protogynes : ils sont d’abord des femelles puis se transforment en mâles.